# Jimmy Smith (1911–2003)
Jimmy Smith, właśc. James Smith (ur. 24 września 1911 w Airdrie, zm. 4 grudnia 2003) – szkocki piłkarz występujący na pozycji napastnika.
Jako zawodnik Rangers dwukrotnie sięgnął po tytuł króla strzelców Scottish Division One – w sezonach 1933/1934 oraz 1934/1935, zdobywając odpowiednio 41 i 36 bramek. Z zespołem Rangers wywalczył osiem tytułów mistrza Szkocji (1929, 1930, 1931, 1933, 1934, 1935, 1937, 1939) oraz pięciokrotnie triumfował w Pucharze Szkocji (1930, 1932, 1934, 1935, 1936).
W reprezentacji Szkocji rozegrał dwa mecze. Zadebiutował 20 października 1934 w przegranym 1:2 spotkaniu British Home Championship z Irlandią Północną, a 10 listopada 1937, w zremisowanym 1:1 meczu przeciwko temu samemu rywalowi, zdobył swoją jedyną bramkę w kadrze.